# Glycéronephosphate O-acyltransférase
 (mars 2023).
Si vous disposez d'ouvrages ou d'articles de référence ou si vous connaissez des sites web de qualité traitant du thème abordé ici, merci de compléter l'article en donnant les références utiles à sa vérifiabilité et en les liant à la section « Notes et références ».
La glycéronephosphate O-acyltransférase est une acyltransférase qui catalyse la réaction :
Acyl-CoA + dihydroxyacétone phosphate  {\displaystyle \rightleftharpoons }  coenzyme A + acylglycerone phosphate.
Cette enzyme agit sur différents thioesters de la coenzyme A, notamment ceux d'acide palmitique, d'acide stéarique et d'acide oléique, avec une affinité maximum pour la palmityl-CoA.